# Líbano nos Jogos Olímpicos de Verão de 1976
O Líbano competiu nos Jogos Olímpicos de Verão de 1976, realizados em Montreal, Canadá.